# Гимназия общ тип (Босилеград)
Гимназия е средно училище в град Босилеград, разположено на ул. „Георги Димитров“ № 2. Директор на училището е Антон Тончев. В Гимназията се обучават около 280 ученика.

## История
Гимназията е основана през 5 ноември 1941 година с указ на Борис Трети, Цар на България, по настояване на делегация на българи от Босилеград. При основаването си гимназията носи името Гимназия „Княгиня Мария Луиза“. Обучението се провежда на български език. След Втората световна война (1946 година) новата социалистическа власт сменя името на Гимназия "Иван Кариванов“ но обучението продължава да се провежда на български език до 1959 г. със закриването на „българската“ гимназия в Босилеград, след което на нейно място е открито Икономическо училище в което българския език не е изучаван изобщо. През останалото време българския език се е изучавал като допълнителен с хорариум от два часа седмично. В периода 1977 – 1990 г. е открито средно профилирано училище. През 1990 година за трети път е възвърнато гимназиалното обучение в града, но гимназията не носи име на патрон поради спорове. Предложеното име Гимназия „Емануил Попдимитров“ е отхвърляно неколкократно при гласуване в общински съвет поради политически причини и предполагаемата връзката на предложения патрон с Вътрешна западнокрайска революционна организация (ВЪРТОП).

## Условия
Гимназията е класическа (реална) – в нея се изучават засилено, както природоматематическите предмети така и чужди езици – английски (седм. хор. 2 – 4 уч. часа) и руски (седм. хор. 2 – 4 уч. часа). Обучението се води на сръбски език (хорариум 4 уч. часа седмично), а българския език се изучава допълнително с хорариум 2 учебни часа седмично. Изучават се латински език (седм. хор. 2 уч. часа), история на изкуството и история на музиката. В самата сграда се намират и две паралелки, филиали на техникуми, в които учениците се обучават в специализиран курс по икономика и авто-електротехника, а обучението е в срок от 3 години след 8-и клас .

## Източник и бележки
1. 1 2  Основите на образованието в Босилеградска община  Архив на оригинала от 2012-04-06 в Wayback Machine.
2. ↑  Цар Борис III кръщава новооснованата гимназия на името на дъщеря си Мария Луиза Българска или Мария Луиза Борисова Сакскобургготска
3. ↑  УЧЕБНИТЕ ПРОГРАМИ ПО БЪЛГАРСКИ ЕЗИК В РЕПУБЛИКА СЪРБИЯ (1941 – 2001) от Пене Ив. Димитров